# كأس الغارفي 2009
كأس الغارفي 2009 هو الموسم 16 من كأس الغارفي. أقيم خلال الفترة 4 مارس 2009 وحتى 11 مارس 2009، وكان عدد الأندية المشاركة فيه 12، وفاز فيه منتخب السويد لكرة القدم للسيدات.